# Dromaeosauroides

Дромеозавроидес (лат. Dromaeosauroides) — род динозавров из семейства дромеозаврид. Хищное животное средних размеров (длина оценивается более чем в 3 м). Известен по зубам, похожим на зубы дромеозавра, найденным в Дании (остров Борнхольм). Обнаружен в нижнемеловых отложениях (берриасский век, около 140 млн лет назад).
Род описан Кристиансеном и Бонде в 2003 году по одному зубу длиной 21 мм, найденному в 2000 году (в 2008 году нашли ещё один). Известен один вид — Dromaeosauroides bornholmensis. Родовое название Dromaeosauroides (подобный дромеозавру) дано из-за сходства между этими родами, а видовое — по названию острова Борнхольм.